# Forsskaolea angustifolia
Espèce
Classification APG III (2009)
Synonymes
- Chamaedryfolia angustifolia (Retz.) Kuntze[1]
- Forsskaolea fruticosa Willd.[1]

Forsskaolea angustifolia est une espèce de plante de la famille des Urticaceae et du genre Forsskaolea.

## Description
Forsskaolea angustifolia est un petit arbuste, qui se différencie au sein des Urticacées par ses inflorescences axillaires à petites fleurs roses et par ses feuilles alternes, aux bords épineux et au dessous à pubescence blanche dense.

## Répartition
Forsskaolea angustifolia est présente dans toutes les îles Canaries, où il est commun dans les zones sèches de faible altitude.

## Parasitologie
La feuille a pour parasites Heterogaster urticae, Trialeurodes vaporariorum, Cosmopterix turbidella et Taeniapion delicatulum.

## Propriétés
Les infusions sont prises par voie orale comme sudorifique, antipyrétique et anti-inflammatoire, en particulier dans les affections pulmonaires et urinaire.